# ۱۹۴۸: تاریخچه‌ای از جنگ اول اعراب و اسرائیل
۱۹۴۸: تاریخچه جنگ اول اعراب و اسرائیل (به انگلیسی: 1948: A History of the First Arab–Israeli War) اثری غیرداستانی است که توسط مورخ اسرائیلی بنی موریس نوشته شده‌است. این کتاب توسط انتشارات دانشگاه ییل در سال ۲۰۰۸ منتشر شد. نویسنده جز این اثر، به‌واسطهٔ چندین کتاب دیگرش مانند تولد مشکل پناهندگان فلسطینی و قربانیان نیز به عنوان یکی از اعضای گروه «مورخین نوین» و فردی که بیشتر این اصطلاح را رایج کرده‌است شناخته می‌شود.

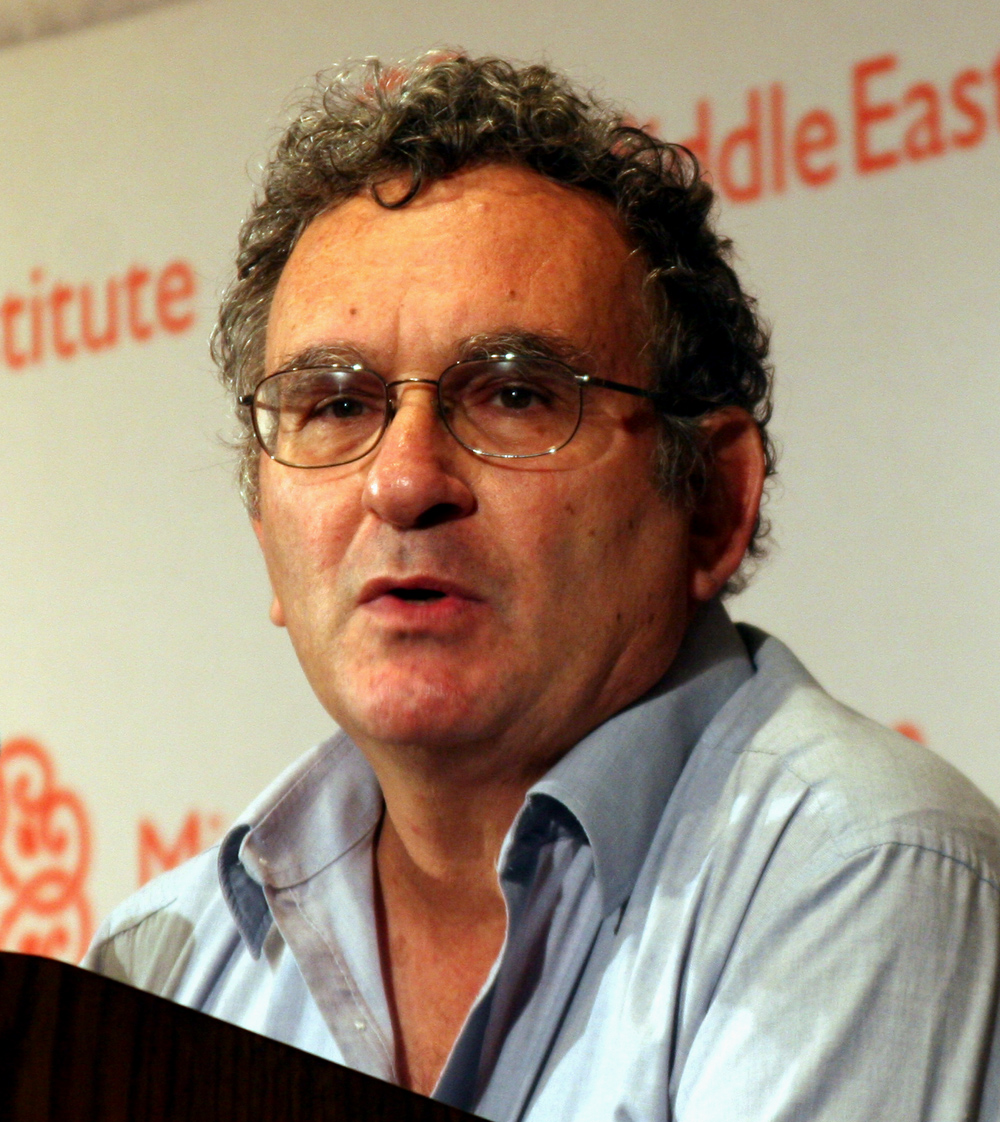
بنی موریس، اکتبر 2007

## پیشینه و مطالب
نویسنده در مصاحبه ای خاطرنشان کرد: جناح چپ و راست هر دو چیزهایی برای حمله در کتاب پیدا می‌کنند. وی افزود: "هر کس بخواهد می‌تواند چیزهایی بیابد که با آن عرب‌ها را مورد ضرب و شتم قرار دهد" و "هر کس بخواهد می‌تواند چیزهایی بیابد که با آن یهودیان را مورد ضرب و شتم قرار دهد" با توجه به اینکه "کتاب همه چیز در خود دارد، زیرا ماهیت تاریخ این است: واقعاً چنین است." کاملاً پیچیده."
این کتاب به تفصیل و از منظری عمدتاً نظامی به جنگ ۱۹۴۷–۱۹۴۹ فلسطین می‌پردازد، هرچند که به موضوعات پیچیده فرهنگی، سیاسی و اجتماعی نیز مربوط می‌شود. کوچ فلسطینیان در سال ۱۹۴۸ از مناطق مختلف و همچنین درگیری اخیر اعراب و اسرائیل در چارچوب جنگ اولیه بررسی شده‌است. موریس یک مبارزه چند وجهی را توصیف می‌کند که در آن جنایات جنگی متعددی رخ می‌دهد، که بسیاری از آنها توسط نیروهای یهودی مرتکب شده‌اند، علی‌رغم تلاش‌های بعدی برای به حداقل رساندن چنین وقایعی. او می‌نویسد: «در حقیقت… یهودیان جنایات بسیار بیشتری نسبت به اعراب مرتکب شدند و غیرنظامیان و اسرای جنگی بسیار بیشتری را در اقدامات وحشیانه عمدی در طول سال ۱۹۴۸ کشتند».
در این اثر شخصیت نیروهای عربی که به جوامع یهودی حمله می‌کنند نیز دارای ماهیت بسیار ایدئولوژیک و اسلام گرایانه توصیف می‌شود. موریس درگیری‌های خونین سال ۱۹۴۸ را به عنوان داشتن جزئی از یک درگیری گسترده‌تر و بین تمدنها می‌بیند که اسلام‌گرایان بسیاری از سربازان خود را درحال انجام «جهاد» تلقی می‌کند. با این حال، او بیان می‌کند که نیروهای عربی رهبری متفرقی داشتند که در اثر ناتوانی از رهبری منسجم، ستیزه‌جویان یهودی فرصت‌های نظامی دست آوردند. تقلیل موضوع به روایت «داوود در مقابل جالوت» مناسب نیست.

## بررسی‌ها و پاسخ‌ها
گاردین یک بررسی حمایتی توسط همکار تاریخدان آوی شلایم منتشر کرد. او نوشت: «موریس روایت‌های ملی متضاد جنگ ۱۹۴۸ را در پرتو شواهد مورد بررسی دقیق قرار می‌دهد و همه تصوراتی را که هر چند عمیقاً گرامی داشته باشند، که در برابر چنین موشکافی‌ها مقاومت نمی‌کنند، کنار می‌گذارد». شلایم ضمن انتقاد از برخی از استدلال‌های موریس، کتاب را به‌عنوان «دستاورد چشمگیر در تحقیق و ترکیب اصلی» تحسین کرد و اینچنین گفت که گزارشی تاریخی ارائه می‌کند که «به سبکی روان و خواندنی ارائه شده‌است».
مقاله‌ای که در فصلنامه خاورمیانه در مصاحبه با نویسنده و بحث دربارهٔ این اثر منتشر شد، بیان می‌کند که در کتاب سال ۱۹۴۸: تاریخ جنگ اول اعراب و اسرائیل «حتی وقتی حقایق دشواری به میان می‌آید، موریس سعی می‌کند تعادل و خونسردی خود را حفظ کند».
ایندیپندنت مروری را توسط استفان هاو، مورخ و منتقد مکرر منتشر کرد که از ابتدای دهه ۲۰۰۰ تغییر چشمگیری را در دیدگاه موریس مشاهده کرد. هاو در حالی که این کتاب را «روایتی بسیار جامع از مبارزات نظامی جنگ و پس‌زمینه سیاسی» می‌خواند، همچنین مشاهده می‌کند که نگرش موریس نسبت به فلسطینی‌ها به‌طور قابل‌توجهی منفی‌تر است، و همچنین از نسبت دادن موریس به «ذهنیت «جهادی»» به فلسطینیان بدون ارائه شواهد تاریخی کافی برای حمایت از این دیدگاه است انتقاد می‌کند.
موتی گولان، استاد تاریخ یهود در مدرسه مطالعات تاریخی دانشگاه تل آویو، نقدی را در مجله تاریخ اسرائیل منتشر کرد که در آن کتاب موریس را به عنوان «یک کمک مهم به ادبیات تاریخ جنگ ۱۹۴۸» ستایش کرد و گفت منبعی ضروری برای دانشجویان، مربیان و محققان است. گولان در میان چندین انتقاد متواضعانه تر، ادعاهای موریس در مورد اهمیت اصل اسلامی جهاد برای طرف عربی جنگ را مورد اعتراض قرار داد.
تام سگف، یکی از «مورخان نوین» در هاآرتص، به کار موریس مروری بسیار انتقادی کرد و به کمبود خاصی از انسان‌گرایی اشاره کرد که در برخورد کتاب با دیدگاه فلسطینی نمایان شده‌است:
بی‌توجهی موریس به داستان افراد پشت اسنادی که او نقل می‌کند نیز با اجتناب تقریباً کامل از توصیف رنج پناهندگان آشکار می‌شود. به نظر می‌رسد به نظر او، حداقل برخی از آنها، به‌ویژه ساکنان لید و رمله باید قدردان این اخراج می‌بودند.
دیوید مارگولیک با نگارش یادداشتی در نیویورک تایمز، کتاب موریس را به عنوان «روایتی معتبر و منصفانه از یک رویداد تاریخی و بی‌ثبات» ستود و گفت که موریس «آن رویداد را با دقت دقیق بازسازی کرده‌است». از سوی دیگر، مارگولیک از سبک کتاب انتقاد کرد و گفت که این کتاب «می‌تواند به شدت خسته‌کننده باشد» و «روایت او هوا و حکایت و رنگ بیشتری می‌طلبد».

## جوایز
- ۲۰۰۸: جایزه ملی کتاب یهود در بخش تاریخ[۷]

- - درگیری اعراب و اسرائیل
- ارتش سایه‌ها
- پاکسازی قومی فلسطین
- تاریخ اسرائیل
- ۱۹۴۷–۱۹۴۹ جنگ فلسطین
- مهاجرت فلسطینیان در سال ۱۹۴۸
  - علل مهاجرت فلسطینیان در سال ۱۹۴۸
- پناهنده فلسطینی